# Birandra latreillei
Birandra latreillei is een keversoort uit de familie van de boktorren (Cerambycidae). De wetenschappelijke naam van de soort werd voor het eerst geldig gepubliceerd in 2009 door Santos-Silva & Shute.